# Jorge Martínez Reverte
Jorge Martínez Reverte   (Madrid, 28 de setembre de 1948 - Madrid, 24 de març de 2021), que firmava les seves obres com a Jorge M. Reverte, fou un escriptor, periodista i historiador espanyol. Era germà de l'escriptor i periodista Javier Reverte (n. 1944) i fill del periodista Jesús Martínez Tessier.

## Biografia
Va estudiar quatre anys de Ciències Físiques i Periodisme.
Va publicar nou novel·les, sis de les quals amb el periodista Julio Gálvez de protagonista. La seva obra de ficció la completa el llibre de relats El último cafè (1989). A més a més va publicar llibres relacionats amb la història i la memòria: Fills de la guerra (2001), en col·laboració amb Socorro Thomas; Soldat de poca fortuna (2001), amb col·laboració amb Javier Reverte i Jesús Martínez Tessier; La batalla del Ebro (Crítica, 2003), i La batalla de Madrid (Crítica, 2004).
Com a periodista va treballar a l'agència Pyresa; en revistes com ara Cambio 16, Posible, Ciudadano, La Calle, Zona Abierta i va dirigir la revista mensual Mayo; en emissores de ràdio com Radio Nacional de España, Onda Madrid o Canal Sur, i diaris com El País, El Sol i El Periódico de Catalunya. Va ser l'organitzador del documental Yoyes, que va obtenir la Ninfa de Plata al Festival de Montecarlo. El 2009 fou premiat amb el premi Ortega y Gasset de Periodisme al millor treball de premsa per al reportatge en què es narra la mort de la seva mare, i que va ser titulada Una mort digna. També, i el 1990 (per "El País"), guionista d'historietes amb la sèrie "Un cadáver sense amo", amb imatges de Pedro Arjona. Recopilada el 1991, "Sol d'Hivern" (ed. Cúbicas).

## Obra

### Novel·la
- Massa per Gálvez (1979)
- Gálvez en Euskadi (1981)
- Gálvez i el canvi del canvi (1995)
- Gálvez a la frontera (2001)
- Gudari Gálvez (2005)
- Gálvez entre els lleons (2013)
- Terroristes. El missatge (1982)
- Una vida d'heroi (1991)
- Triple agent (2007)

### Llibres de relats
- El último café (1989)

### Assaig històric
- Fills de la guerra. Testimonis i records, escrita en cololaboració amb Socorro Thomás (2004)
- La caiguda de Catalunya (2006)
- La batalla del Ebro (2006)
- La batalla de Madrid (2007)
- La furia y el silencio (2008)
- El arte de matar: Cómo se hizo la Guerra Civil Española (2009)
- La división azul (2011)

### Assaig personal
- Gos menja gos: guia per llegir diaris (2002)

### Memòries i biografies
- Soldat de poca fortuna: Jesús Martínez Tessier, memòries de Jesús Martínez Tessier, coescrita amb Javier Reverte (2001)
- Nicolás Redondo: memòria política d'una època, memòries de Nicolás Redondo Urbieta (2007)